# Mintho (biologia)
Mintho – rodzaj muchówek z rodziny rączycowatych.
Należą tu:
- M. compressa (Fabricius, 1787)
- M. rufiventris (Fallén, 1817)